# Rodrigo de Castro Osorio
Rodrigo de Castro Osorio (ur. 5 marca 1523 w Valladolid, zm. 18 września 1600 w Sewilli) – hiszpański kardynał.

## Życiorys
Urodził się 5 marca 1523 roku w Valladolid, jako syn Álvara Osorio i Beatriz de Castro. Studiował na Uniwersytecie w Salamance, gdzie uzyskał bakalaureat i licencjat. Następnie został rektorem macierzystej uczelni, a pod koniec lat 40. XVI wieku zaczął podróżować ze swoim przyrodnim bratem Pedro (biskupem Salamanki) do: Flandrii (jako asysta króla Filipa II), Londynu (na ślub króla z Marią Tudor) i Rzymu – gdzie został sekretarzem swojego brata Ferdynanda (ambasadora Hiszpanii przy Stolicy Piotrowej). W 1558 roku powrócił do Hiszpanii i został członkiem inkwizycji. Rok później przyjął święcenia kapłańskie. Brał udział w procesie arcybiskupa Toledo Bartolomé Carranzy, a także uczestniczył w zaślubinach króla z Elżbietą Walezjuszką i z Anną Habsburżanką. W 1573 roku zaproponowano mu objęcie diecezji Calahorry, jednak nie zostało to zaakceptowane przez Rzym. 30 sierpnia następnego roku został wybrany biskupem Zamory, a 7 listopada przyjął sakrę. 13 czerwca 1578 roku został przeniesiony do diecezji Cuenca. Zaangażował się w negocjacje Filipa II z rodziną królewską Portugalii, która nie miała króla, po śmierci Henryka I Kardynała w 1580 roku. Ponieważ rokowania zakończyły się niepowodzeniem, Filip II podbił Portugalię i został jej władcą. Rekomendował także Castro Osoria na arcybiskupa Sewilli, co zostało zaakceptowane przez papieża. Nominację na zwierzchnika archidiecezji otrzymał 20 października 1581, jednak faktyczną władzę objął 15 lutego następnego roku. 12 grudnia 1583 roku został kreowany kardynałem prezbiterem i otrzymał kościół tytularny SS. XII Apostoli. Uwolnił od cenzury ekskomuniki Miguela de Cervantesa. Filip II uczynił go członkiem Rady Państwa, a jego następca, Filip III zachował go na tym stanowisku. W 1598 roku wziął udział w ślubie króla z Małgorzatą Austriaczką w Walencji. Zmarł 18 września 1600 roku w Sewilli.